# ヴァッレ・ディ・カドーレ
ヴァッレ・ディ・カドーレ（伊: Valle di Cadore）は、イタリア共和国ヴェネト州ベッルーノ県にある、人口約1,900人の基礎自治体（コムーネ）。

## 地理

### 位置・広がり

#### 隣接コムーネ
隣接するコムーネは以下の通り。
- チビアーナ・ディ・カドーレ
- オスピターレ・ディ・カドーレ
- ペラローロ・ディ・カドーレ
- ピエーヴェ・ディ・カドーレ
- ヴォード・ディ・カドーレ

### 気候分類・地震分類
気候分類では、zona F, 4003 GGに分類される。
また、イタリアの地震リスク階級 (it) では、zona 2 (sismicità media) に分類される。

## 行政

### 分離集落
ヴァッレ・ディ・カドーレには、以下の分離集落（フラツィオーネ）がある。
- Suppiane, Vallesina, Venas di Cadore

## 姉妹都市
- Claro、スイス